# László Darvasi
László Darvasi ps. Ernő Szív (ur. 17 października 1962 w Törökszentmiklós) – węgierski pisarz i dziennikarz.

## Życiorys
W 1986 roku ukończył studia w Wyższej Szkole Pedagogicznej w Segedynie (obecnie w strukturach Uniwersytetu w Segedynie). Był współpracownikiem lokalnego pisma kulturalnego Délmagyarország, czasopisma poetyckiego Pompeji oraz tygodnika Élet és Irodalom. 
Jest laureatem kilku nagród literackich, m.in. Nagrody Sándora Máraiego (2008).

## Twórczość (wybór)
- Horger Antal Párisban (1991)
- A portugálok (1992)
- A veinhageni rózsabokrok (1993)
- Szív Ernő: A vonal alatt (1994)
- A Borgognoni-féle szomorúság (1994)
- A Kleofás-képregény (1995)
- Szív Ernő: Hogyan csábítsuk el a könyvtároskisasszonyt? (1997)
- Szerelmem, Dumumba elvtársnő (1998)
- A könnymutatványosok legendája (1999)
- Szerezni egy nőt (2000)
- A Lojangi kutyavadászok. Kínai novellák (2002)
- Virágzabálók (2009); przekład na język polski Kwiatożercy (2015)